# Étienne Bayol
Pour les articles homonymes, voir Bayol.
Étienne Bayol est un homme politique français né le 5 janvier 1830 à Varages (Var) et décédé le 11 juin 1915 à Varages. Il est sénateur du Var.

## Éléments biographiques
Instituteur, il est militant républicain et proteste vigoureusement contre le coup d’État du 2 décembre 1851. Déporté, il reste longtemps sous surveillance policière et ne peut plus enseigner. Il fonde alors une faïencerie à Varages. Il devient maire de la ville après le 4 septembre 1870, et est destitué après le 16 mai 1877. Il est également conseiller général et sénateur du Var de 1896 à 1900, siégeant à gauche.